# Brian McGrattan
Brian McGrattan (* 2. September 1981 in Hamilton, Ontario) ist ein ehemaliger kanadischer Eishockeyspieler und -trainer, der im Verlauf seiner aktiven Karriere zwischen 1997 und 2017 unter anderem 317 Spiele für die Ottawa Senators, Phoenix Coyotes, Calgary Flames und Nashville Predators in der National Hockey League auf der Position des rechten Flügelstürmers bestritten hat. Seit Sommer 2017 ist er im Trainerteam seines Ex-Teams Calgary Flames angestellt.

## Karriere
Brian McGrattan begann seine Karriere als Eishockeyspieler in der Ontario Hockey League, in der er von 1997 bis 2002 für die Guelph Storm, Sudbury Wolves, Mississauga IceDogs, Owen Sound Attack, Oshawa Generals und Sault Ste. Marie Greyhounds aktiv war. In dieser Zeit wurde er im NHL Entry Draft 1999 in der vierten Runde als insgesamt 104. Spieler von den Los Angeles Kings ausgewählt, für die er allerdings nie spielte. Am 2. Juni 2002 erhielt Grattan als Free Agent einen Vertrag bei den Ottawa Senators. Für deren Farmteam aus der American Hockey League, den Binghamton Senators, spielte er in den folgenden drei Jahren, ehe der Angreifer von 2005 bis 2008 ausschließlich für das NHL-Team Ottawas auflief.
Im Sommer 2008 wechselte McGrattan zu den Phoenix Coyotes, wo er einen Einjahresvertrag erhielt. Für Phoenix absolvierte der Kanadier jedoch nur fünf Spiele, ehe er ab dem 13. Dezember 2008 freiwillig am Entzugsprogramm der NHL und NHLPA teilnahm. Am 11. Juli 2009 unterschrieb er als Free Agent einen Vertrag bei den Calgary Flames. In der Saison 2009/10 kam er auf 34 Einsätze in der NHL, musste allerdings für längere Zeit wegen gesundheitlichen Problemen vom Spielbetrieb aussetzen. Im September 2010 wurde er ins Trainingslager der Boston Bruins eingeladen und erhielt einen Monat später einen Einjahresvertrag bei den Bruins. Wenige Zeit später wurde er ins Farmteam zu den Providence Bruins geschickt. Dort war der Angreifer als Stammkraft gesetzt, ehe er am 27. Februar 2011 kurz vor der Trade Deadline in einem Transfergeschäft gemeinsam mit Sean Zimmerman im Austausch für David Laliberté und Stefan Chaput an die Anaheim Ducks abgegeben wurde, die ihn im Farmteam bei der Syracuse Crunch einsetzten.
Am 28. Februar 2013 transferierten ihn die Nashville Predators im Austausch für Joe Piskula zu den Calgary Flames. Nach zwei Jahren in Calgary schloss er sich im Juli 2015 den Anaheim Ducks an. Diese setzten ihn in der Saison 2015/16 ausschließlich in der AHL bei den San Diego Gulls ein, ehe der Angreifer Nordamerika im September 2016 erstmals verließ und sich den Nottingham Panthers aus der britischen Elite Ice Hockey League anschloss. Dort verbrachte er die Saison und gewann mit dem Team den IIHF Continental Cup, ehe er im September 2017 das Ende seiner aktiven Karriere bekannt gab. Danach war McGrattan vom Sommer 2017 an für fünf Jahre im Trainerteam seines Ex-Teams Calgary Flames angestellt.

## Erfolge und Auszeichnungen
- 1998 J.-Ross-Robertson-Cup-Gewinn mit den Guelph Storm
- 2017 IIHF-Continental-Cup-Gewinn mit den Nottingham Panthers

## Karrierestatistik
(Legende zur Spielerstatistik: Sp oder GP = absolvierte Spiele; T oder G = erzielte Tore; V oder A = erzielte Assists; Pkt oder Pts = erzielte Scorerpunkte; SM oder PIM = erhaltene Strafminuten; +/− = Plus/Minus-Bilanz; PP = erzielte Überzahltore; SH = erzielte Unterzahltore; GW = erzielte Siegtore; 1 Play-downs/Relegation; Kursiv: Statistik nicht vollständig)